# Lodrino (Zwitserland)
Lodrino is een plaats en voormalige gemeente in het Zwitserse kanton Ticino, en maakt deel uit van het district Riviera.
Lodrino telt 1579 inwoners.